# Takeshi Koshida
Takeshi Koshida (n. 19 octombrie 1960) este un fost fotbalist japonez.

## Statistici
| Japonia | Japonia | Japonia |
| An      | Meciuri | Goluri  |
| ------- | ------- | ------- |
| 1980    | 1       | 0       |
| 1981    | 1       | 0       |
| 1982    | 7       | 0       |
| 1983    | 6       | 0       |
| 1984    | 3       | 0       |
| 1985    | 1       | 0       |
| Total   | 19      | 0       |